# Laglio
Laglio est une commune italienne de la province de Côme dans la région Lombardie, en Italie. Ce village est situé sur la rive occidentale du lac de Côme, à une quinzaine de kilomètres au nord-est de Côme. 

## Personnalités
- Ada Negri (1870-1945), poétesse, séjourne en 1922 dans le chalet de la propriété Dell'Orto et y compose certaines de ses œuvres.
- George Clooney (né en 1961), acteur, possède depuis 2002 à Laglio la villa L'Oleandra, une vaste demeure du XVIIIe siècle au bord du lac[2] et depuis 2004 la villa Margherita, située à l'arrière de la villa L'Oleandra et qu'il a fait relier à celle-ci par une passerelle métallique piétonne privée construite au-dessus de la via Vecchia Regina[3].

## Administration
| Période                                  | Période  | Identité         | Étiquette    | Qualité |
| ---------------------------------------- | -------- | ---------------- | ------------ | ------- |
| 2003                                     | 2008     | Giuseppe Mantero | Lista Civica |         |
| 15 avril 2008                            | En cours | Roberto Pozzi    | Lista Civica |         |
| Les données manquantes sont à compléter. |          |                  |              |         |

### Communes limitrophes
Brienno, Carate Urio, Faggeto Lario, Nesso, Pognana Lario

### Évolution démographique
Habitants recensés